# Линеарная панель
Линеарная панель — строительный материал, применяемый для облицовки фасадов зданий (в том числе и вентилируемых фасадных систем), потолков, внутренних и внешних поверхностей стен. Представляет собой металлические панели различной ширины с декоративно-защитным покрытием и открытыми или закрытыми торцами. Линеарные панели изготавливаются из тонколистовой стали или алюминия с нанесённым защитно-декоративным покрытием методом холодного профилирования.
Линеарные панели изготавливаются таким же способом прокатки, как стальной сайдинг, но при этом имеют загнутые (закрытые) торцы. Внешне линеарная панель похожа на фасадную кассету, представляющую собой «коробку», однако имеет большую ширину, которая превосходит по размеру длину линеарной панели, что и дало название данному облицовочному материалу.
Линеарные панели изготавливаются в соответствии с размером высоты или ширины здания. Это позволяет избежать дополнительных стыков при монтаже фасадных систем. Именно поэтому наиболее часто линеарные панели используются при возведении крупных строительных объектов:
- Промышленных и складских комплексов, Жилой дом в Сибири, облицованный линеарными панелями
- Спортивных объектов,

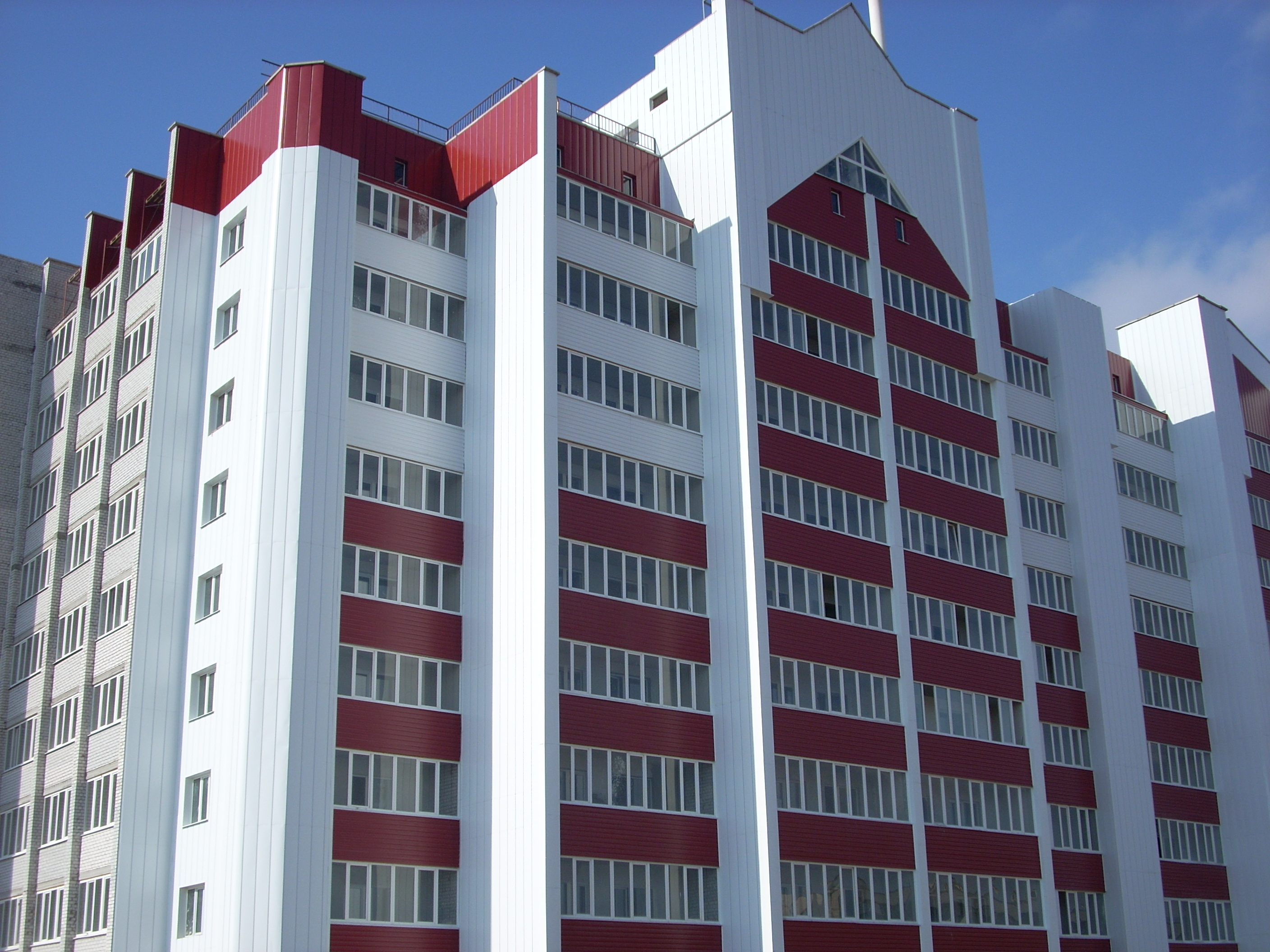
Жилой дом в Сибири, облицованный линеарными панелями

- Административных и торговых зданий.

## Производство
Линеарные панели изготавливаются из рулонного тонколистового стального или алюминиевого проката, имеющего защитно-декоративное покрытие различной цветовой гаммы. Толщина металлопроката для изготовления линеарных панелей колеблется в пределах: от 0,45 мм до 1,0 мм. Изначально на станках металлопрокат нарезают на полосы необходимой ширины, а затем профилируют. Профилирование осуществляется методом холодного проката (металлическая полоса пропускается через систему профилированных роликов на станках в автоматическом или полуавтоматическом режиме). При необходимости осуществляется перфорирование поверхности. После этого производится нарезка необходимой длины. Затем — укладка линеарных панелей и упаковка их в транспортных пакеты.
В зависимости от области применения выпускаются линеарные панели специального назначения. К примеру, софиты — линеарные панели, предназначенные для облицовки обращённых вниз горизонтальных поверхностей: карнизы, свесы, потолки, откосы.

## Применение
Линеарные панели устанавливаются и могут эксплуатироваться при температуре воздуха от -50°С до +50°С в условиях со слабоагрессивной или неагрессивной степенью воздействия газовой среды. При этом срок службы линеарных панелей составляет 25 лет. При необходимости использования линеарных панелей в условиях среднеагрессивной степени воздействия окружающей среды материал покрывается специальным защитным покрытием для предотвращения коррозии и увеличения эксплуатационного периода. В качестве защитно-декоративного покрытия для линеарных панелей используется:
- полиэстер—полиэфирное покрытие(PE); Использование линеарных панелей в строительстве частных домов
- акрил — акрилатное покрытие(AK);

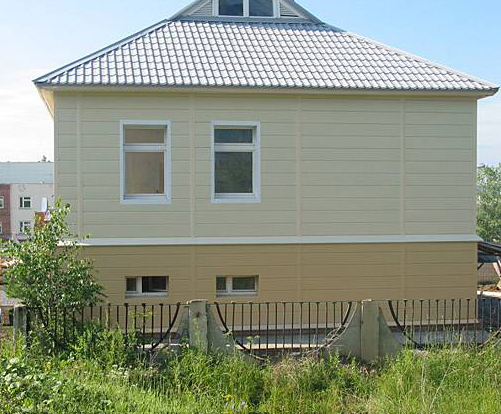
Использование линеарных панелей в строительстве частных домов

- поливинилхлорид — пластизолевое покрытие(PVC);
- поливинилденфторидные покрытие(PVDF);
- полиуретановое покрытие (PUR).

## Виды
В зависимости от конструктивных особенностей линеарные панели можно разделить на следующие виды:
- По наличию торцов: линеарные панели с закрытыми или открытыми торцами;
- По наличию соединения «В замок»: линеарные панели с соединением или без него;
- По наличию перфорации крепёжных отверстий: линеарные панели с перфорацией крепёжных отверстий или без неё;
- По наличию перфорации на лицевой поверхности материала: линеарные панели с перфорацией или без неё;
- По ширине: узкие (софит — потолочная доска), широкие (разновидность фасадной панели), ступенчатые линеарные панели.

## Маркировка
Условное обозначение линеарных панелей состоит из : 

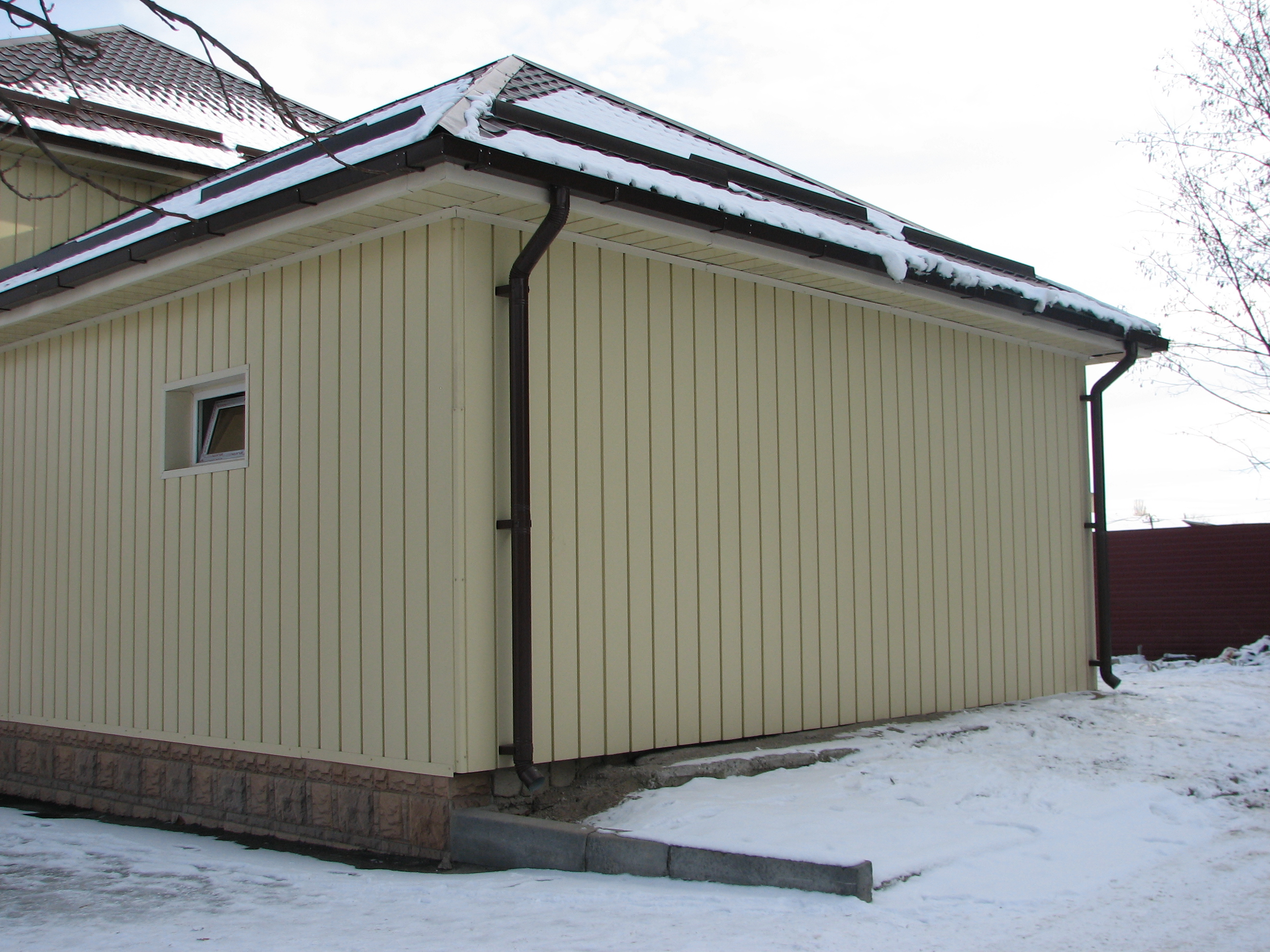
Частный дом, облицованный линеарными панелями

- буквенного обозначения панели и её типа;
- размеров по высоте, ширине и длине панели;
- толщине исходного металлопроката в миллиметрах;
- вида исходного металлопроката;
- типа защитно-декоративного покрытия при его наличии;
- цвета (указывается при необходимости);
- обозначения государственного стандарта.

## Достоинства
Достоинствами линеарных панелей являются следующие характеристики материала:
- Долговечность.
- Экологичность.
- Прочность.
- Возможность вертикальной облицовки.
- Быстрота и простота монтажа.
- Скрытое крепление.
- Разнообразная цветовая гамма.
- Исключение «мокрых» процессов при монтаже. Детальное рассмотрение линеарных панелей
- Минимальный уход.
- Длительный период эксплуатации.

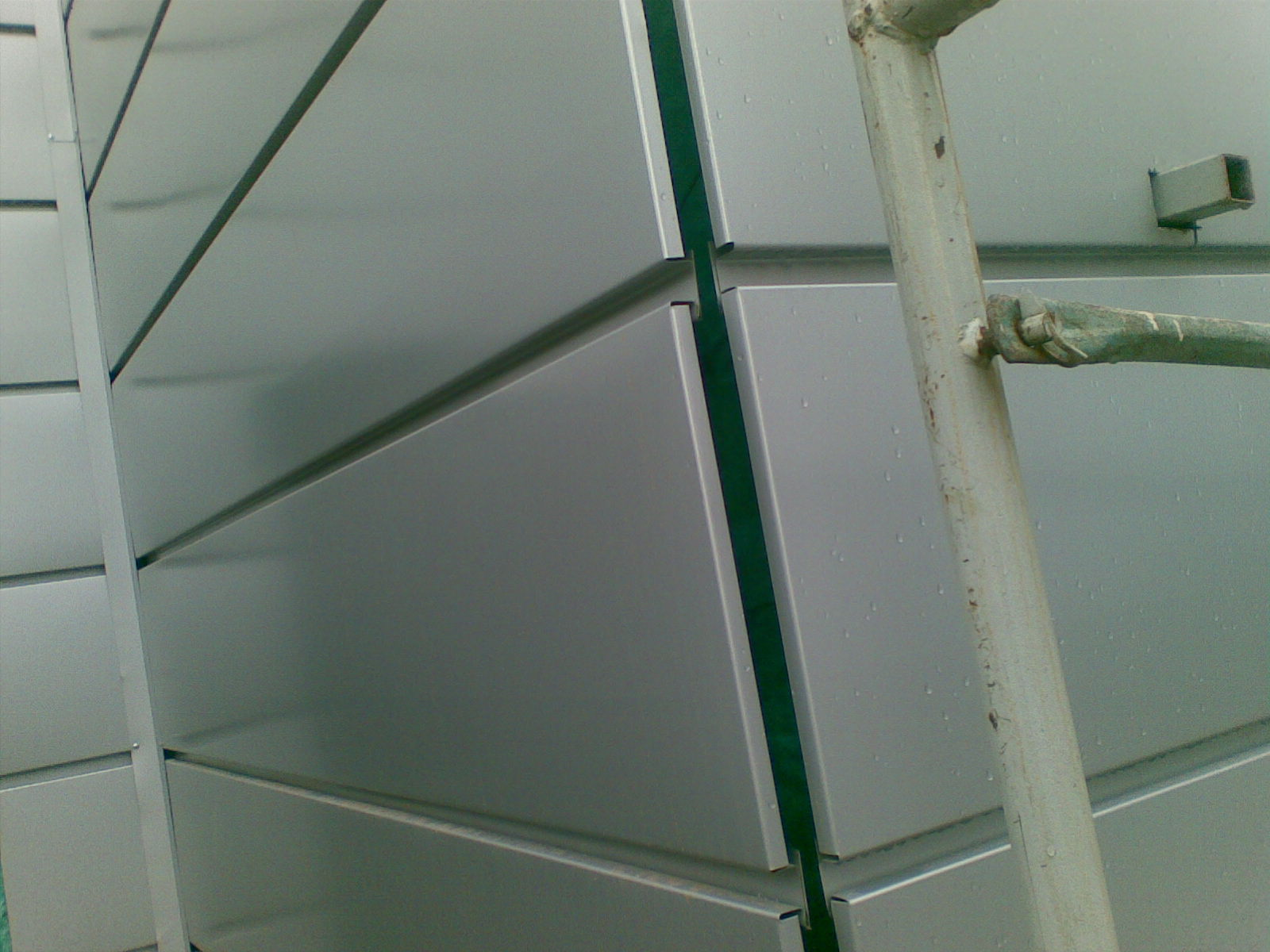
Детальное рассмотрение линеарных панелей

- Возможность проведения монтажных работ при низких температурах.

## Недостатки
К недостаткам линеарных панелей можно отнести следующие качества:
- Подверженность деформации при ударных воздействиях.
- Склонность к коррозии.
- Склонность к накоплению статического электричества, что обуславливает необходимость обустройства молниеотвода.
- Высокая теплопроводность, что обуславливает необходимость теплоизоляции.